# Sergei Chetverikov
Sergeevich Chetverikov (Сергей Сергеевич Четвериков, 1880-1959) foi um dos primeiros contribuidores para o desenvolvimento do campo da genética. A sua pesquisa mostrou como as primeiras teorias genéticas aplicavam-se às populações naturais, contribuindo assim para a síntese evolutiva moderna. Algumas das ideias de Chetverikov passaram o teste do tempo e outras não: estava geralmente certo acerca da mutação e a importância da selecção natural, mas errado nas suas opiniões sobre o polimorfismo.
Entre as duas grandes guerras mundiais, a pesquisa biológica russa procurou ligar a genética com o trabalho de campo sobre populações naturais. Chetverikov liderou uma equipa no Instituto Koltsov em Moscovo, e em 1926 produziu um dos considerados artigos científicos mais importantes para a síntese evolutiva moderna. No entanto, publicado apenas em russo, foi largamente ignorado no mundo anglófono, apesar de J.B.S. Haldane possuir uma tradução.
Chetverikov influenciou vários geneticistas russos que mais tarde vieram a trabalhar no ocidente, como Theodosius Dobzhansky e Timofeev-Ressovsky, ambos continuando o seu trabalho de maneira similar. A significância do trabalho de Chetverikov veio mais tarde, numa altura em que a síntese evolutiva estava virtualmente completa. 
Sergei Chetverikov trabalhou no Instituto de Biologia Experimental Nikolai Koltsov. Foi preso pela OGPU em 1929 e levado para Ecaterimburgo por cinco anos. Mais tarde mudou-se para Nizhny Novgorod e organizou o departamento de genética na Universidade de Gorky University. Saiu do seu posto em 1948.